# Hatsukoi Limited
Hatsukoi Limited. (初恋限定., Hatsukoi Gentei.) est un shōnen manga romantique de Mizuki Kawashita. Il a été prépublié entre octobre 2007 et mai 2008 dans le magazine Weekly Shōnen Jump et a été compilé en un total de quatre volumes. La version française est éditée en intégralité par Kazé.

## Personnages
- Arihara Ayumi (有原あゆみ, Arihara Ayumi?)
- Bessho Koyoi (別所小宵, Bessho Koyoi?)
- Chikura Nao (千倉名央, Chikura Nao?)
- Dobashi Rika (土橋りか, Dobashi Rika?)
- Enomoto Kei (江ノ本慧, Enomoto Kei?)
- Zaitsu Mamoru (財津衛, Zaitsu Mamoru?)
- Etsu Kusuda (楠田悦, Kusuda Etsu?)

## Manga
Le manga été prépublié dans le magazine Weekly Shōnen Jump entre le 1er octobre 2007 et le 26 mai 2008. Le premier volume relié est sorti le 4 février 2008 et le quatrième et dernier le 4 septembre 2008. La version française est éditée en intégralité par Kazé. La série est également publiée à Hong Kong par CultureCom Comics, à Taïwan par Tong Li Publishing et en Italie par Star Comics sous le titre First Love Limited.

### Liste des tomes
| no | Japonais                                             | Japonais         | Japonais          | Français                | Français        | Français          |
| no | Titre                                                | Date de sortie   | ISBN              | Titre                   | Date de sortie  | ISBN              |
| --- | ---------------------------------------------------- | ---------------- | ----------------- | ----------------------- | --------------- | ----------------- |
| 1 | 美少女Aと野獣Z (Bishōjo A to yajū Z)                 | 4 février 2008   | 978-4-08-874482-7 | La Belle et la Bête     | 27 octobre 2011 | 978-2-82030-219-9 |
| Une version collector du tome 1 de l’édition française est sortie le 27 octobre 2011 (ISBN 978-2-82030-265-6).Liste des chapitres : - 1er épisode : La belle et la bête (美少女Aと野獣Z, Bishōjo A to yajū Z) - 2e épisode : Ma voisine Misaki (となりの山本さん, Tonari no Yamamoto-san) - 3e épisode : Omnidirectionnelle (全方位性彼女, Zenhōisei kanojo) - 4e épisode : Déséquilibre (ゆらめきアンバランス, Yurameki ANBARANSU) - 5e épisode : Petit secret (ナイショノコトバ, Naisho no kotoba) - 6e épisode : Friandise surprise (ふいうちキャンディ!, Fuiuchi KYANDI!) - 7e épisode : Plus que quiconque au monde (世界の誰より大好きな, Sekai no dare yori daisuki na) - 8e épisode : Le frisé au cœur pur (純情アフロ, Junjō AFURO) - Manga bonus : Limited Girl. (限定少女, Gentei Shōjo) |                                                      |                  |                   |                         |                 |                   |
| 2 | イロヅキコミュニケーション (Irozuki COMYUNIKESHON)   | 2 mai 2008       | 978-4-08-874515-2 | Communication sensuelle | 8 décembre 2011 | 978-2-82030-255-7 |
| Liste des chapitres : - 9e épisode : Dolphin in Love (トキメキドルフィン, Tokimeki DORUFIN) - 10e épisode : A contre-courant ! (逆走少年, Gyakusō shōnen) - 11e épisode : Avant la neige (雪が降り出すその前に, Yuki ga furidasu sono mae ni) - 12e épisode : Comment le dire ? (言いたくて,言えなくて, Ītakute, ienakute) - 13e épisode : Communication sensuelle (イロヅキコミュニケション, Irozuki COMYUNIKESHON) - 14e épisode : Jour de l'an (こたつとみかんともう一つ, Kotatsu to mikan to moo hitotsu) - 15e épisode : Embrassons-nous (キスをしようよ, KISU o shiyō yo) - 16e épisode : La peur du plongeon (とまどいダイビング!, Tomadoi DAIBINGU!) - 17e épisode : Formalité amoureuse (恋するカタチ, Koi suru katachi) - Manga bonus : Limited Girl - épisode 2 (限定少女, Gentei Shōjo) |                                                      |                  |                   |                         |                 |                   |
| 3 | チョコレート·ボマーの憂鬱 (CHOKORĒTO BOMĀ no yūutsu) | 4 juillet 2008   | 978-4-08-874545-9 | Chocolate Bomber Spleen | 8 février 2012  | 978-2-82030-291-5 |
| Liste des chapitres : - 18e épisode : Chocolate Bomber Spleen 1/3 "Ignition (チョコレート·ボマーの憂鬱1/3<点火-ignite->, CHOKORĒTO BOMĀ no yūutsu 1/3 <tenkaーigniteー>) - 19e épisode : Chocolate Bomber Spleen 2/3 "Largage" (チョコレート·ボマーの憂鬱2/3<投下-drop->, CHOKORĒTO BOMĀ no yūutsu 2/3 <tōkaーdropー>) - 20e épisode : Chocolate Bomber Spleen 3/3 "Explosion" (チョコレート·ボマーの憂鬱3/3<炸裂-burst->, CHOKORĒTO BOMĀ no yūutsu 3/3 <sakuretsuーburstー>) - 21e épisode : Le temps des fleurs 1/3 "Un bourgeon" (コノハナサクヤ1/3<つぼみひとつ>, Konohana Sakuya 1/3 <tsubomi hitotsu>) - 22e épisode : Le temps des fleurs 2/3 "Eclosion" (コノハナサクヤ2/3<ほころんで, いろづいて>, Konohana Sakuya 2/3 <hokoronde, irozuite>) - 23e épisode : Le temps des fleurs 3/3 "En pleine floraison" (コノハナサクヤ3/3<その思い出には満開の>, Konohana Sakuya 3/3 <sono omoide ni wa mankai no>) - 24e épisode : Kappa Fight ! (カッパファイト!!, Kappa FAITO!!) - 25e épisode : La piscine étincelante (1ère partie) (キラキラ☆プール<前編>, Kira Kira☆PŌRU<zenpen) - 26e épisode : La piscine étincelante (2ème partie) (キラキラ☆プール<後編>, ira Kira☆PŌRU<kōhen>) - Manga bonus : Limited Girl - épisode 3 (限定少女, Gentei Shōjo) |                                                      |                  |                   |                         |                 |                   |
| 4 | ハツコイリミテッド (Hatsukoi rimiteddo)              | 4 septembre 2008 | 978-4-08-874568-8 | Hatsukoi Limited        | 11 avril 2012   | 978-2-82030-329-5 |
| Liste des chapitres : - 27e épisode : Les fugueurs (1) (少年達の逃避行その1: 失踪する寝不足ドリ-マ-, Shōnen-tachi no ESUKĒPU sono ichi: shissō suru nebusoku DORĪMĀ) - 28e épisode : Les fugueurs (2) (少年達の逃避行その2: 追跡する寝不足ドリ-マ-, Shōnen-tachi no ESUKĒPU sono ni: tsuiseki suru nebusoku DORĪMĀ) - 29e épisode : Les fugueurs (3) (少年達の逃避行その3: 交錯する寝不足ドリ-マ-, Shōnen-tachi no ESUKĒPU sono san: kousaku suru nebusoku DORĪMĀ) - 30e épisode : Les fugueurs (4) (少年達の逃避行その4: 疾走する寝不足ドリ-マ-, Shōnen-tachi no ESUKĒPU sono yon: shissō suru nebusoku DORĪMĀ) - 31e épisode : Sous l'arc-en-ciel (虹色ドロップ, Nijīro doroppu) - Episode final : Hatsukoi Limited. (ハツコイリミテッド, Hatsukoi rimiteddo) - Episode spécial : Qui dit source thermale dit scènes sexy ! Les trois compères enfourchent à nouveau leur vélo ! Du rêve ! Du fantasme ! Et du délire à gogo ! - Manga bonus : Limited Girl - Dernier épisode (限定少女, Gentei Shōjo) |                                                      |                  |                   |                         |                 |                   |

## Anime

### Série télévisée
L'adaptation en série télévisée d'animation a été annoncée en septembre 2008 dans le magazine Weekly Shōnen Jump. Elle a été réalisée par Yoshiki Yamakawa et produite par le studio d’animation J.C. Staff. Elle a été diffusée du 11 avril au 27 juin 2009 sur la chaîne BS-11 Digital et comporte douze épisodes,.

#### Liste des épisodes
| No | Titre français                                | Titre japonais            | Titre japonais                              | Date de 1re diffusion |
| No | Titre français                                | Kanji                     | Rōmaji                                      | Date de 1re diffusion |
| -- | --------------------------------------------- | ------------------------- | ------------------------------------------- | --------------------- |
| 1  | La jolie fille « A » et la bête sauvage « Z » | 美少女Ａと野獣Ｚ          | Bishōjo A to yajū Z (Beauté A et monstre Z) | 11 avril 2009         |
| 2  | Yamamoto, la voisine                          | となりの山本さん          | Tonari no Yamamoto-san                      | 18 avril 2009         |
| 3  | Flottement et déséquilibre                    | ゆらめきアンバランス      | Yurameki anbaransu                          | 25 avril 2009         |
| 4  | La personne que j'aime le plus au monde       | 世界の誰より大好きな      | Sekai no dare yori daisuki na               | 2 mai 2009            |
| 5  | Plongée dans le trouble                       | とまどいダイビング        | Tomadoi daibingu                            | 9 mai 2009            |
| 6  | Avant l'arrivée de la neige                   | 雪が降り出すその前に      | Yuki ga furidasu sono mae ni                | 16 mai 2009           |
| 7  | Embrassons nous                               | キスをしようよ            | Kisu o shiyō yo                             | 23 mai 2009           |
| 8  | La mélancolie des chocolats explosifs         | チョコレート·ボマーの憂鬱 | Chokorēto bomā no yūutsu                    | 30 mai 2009           |
| 9  | Ils fleurissent dans mes souvenirs            | その思い出には満開の      | Sono omoide ni wa mankai no                 | 6 juin 2009           |
| 10 | Kappa Fight !                                 | カッパファイト！！        | Kappa Faito!!                               | 13 juin 2009          |
| 11 | Garçons en fuite                              | 少年達の逃避行            | Shōnen-tachi no tōhikō                      | 20 juin 2009          |
| 12 | Hatsukoi Limited                              | 初恋限定                  | Hatsukoi rimiteddo (Premier amour limité)   | 27 juin 2009          |

#### Musiques
Le générique de début est Future Stream par Sphere et le générique de fin est Hatsukoi Limited par marble.

### Doublage
| Personnages        | Voix japonaises  | Voix françaises |
| ------------------ | ---------------- | --------------- |
| Koyoi Bessho       | Aki Toyosaki     |                 |
| Nao Chikura        | Ayumi Fujimura   |                 |
| Ayumi Arihara      | Mariya Ise       |                 |
| Mamoru Zaitsu      | Miyu Irino       |                 |
| Misaki Yamamoto    | Rie Tanaka       |                 |
| Meguru Watase      | Ryoko Shiraishi  |                 |
| Etsu Kusuda        | Shintarō Asanuma |                 |
| Enomoto            | Shizuka Itou     |                 |
| Hiroyuki Sogabe    | Takahiro Sakurai |                 |
| Yuuji Arihara      | Hiroyuki Yoshino |                 |
| Gengorou Takei     | Kazuya Nakai     |                 |
| Misao Zaitsu       | Kenji Nomura     |                 |
| Rika Dobashi       | Minako Kotobuki  |                 |
| Haruto Terai       | Nobuhiko Okamoto |                 |
| Soako Andou        | Saori Gotō       |                 |
| Yuu Enomoto        | Satomi Satō      |                 |
| Yoshihiko Bessho   | Satoshi Hino     |                 |
| Nanoka Kyuuma      | Sayuri Yahagi    |                 |
| Yukito Renjou      | Akira Ishida     |                 |
| Sumire Fudounomiya | Ayako Kawasumi   |                 |

## Produits dérivés

### DVD et Blu-ray
Au Japon, la série est sortie en 6 DVD et Blu-ray à raison de deux épisodes par disques.
En France, la série est licenciée par l’éditeur français Kazé sous la forme d’un coffret intégral trois DVD sorti le 23 novembre 2011,.

### Autres produits
Un drama CD est sorti le 16 février 2009, et un roman le 23 mars 2009. D’autres produits dérivés existent tels que des figurines, posters, vêtements, goodies, etc..

### Manga – Édition japonaise
1. 1 2  (ja) « Tome 1 », sur books.shueisha.co.jp, Shūeisha (consulté le 26 octobre 2011).
2. 1 2  (ja) « Tome 2 », sur books.shueisha.co.jp, Shūeisha (consulté le 26 octobre 2011).
3. 1 2  (ja) « Tome 3 », sur books.shueisha.co.jp, Shūeisha (consulté le 26 octobre 2011).
4. 1 2  (ja) « Tome 4 », sur books.shueisha.co.jp, Shūeisha (consulté le 26 octobre 2011).

### Manga – Édition française
1. 1 2  « Tome 1 », sur kaze-manga.fr, Kazé Manga (consulté le 26 octobre 2011).
2. ↑  « Tome 1 Collector », sur kaze-manga.fr, Kazé Manga (consulté le 26 octobre 2011).
3. 1 2  « Tome 2 », sur kaze-manga.fr, Kazé Manga (consulté le 10 avril 2012).
4. 1 2  « Tome 3 », sur kaze-manga.fr, Kazé Manga (consulté le 10 avril 2012).
5. 1 2  « Tome 4 », sur kaze-manga.fr, Kazé Manga (consulté le 10 avril 2012).